# Розподіл Гіббса
Розподіл Гіббса  — розподіл імовірностей, що визначає кількості частинок в різних квантових станах. Названий на честь американського фізика Джозаї Вілларда Гіббса. Ґрунтується на таких постулатах статистики:
1. Всі доступні мікростани системи рівноймовірні.
2. Рівновазі відповідає найімовірніший розподіл (підсистем за станами).
3. Ймовірність перебування підсистеми в деякому стані визначається лише енергією стану.

Розподіл Гіббса являє собою найзагальнішу і зручну основу для побудови рівноважної статистичної механіки.

## Кількісний розгляд
Статистична сума
{\displaystyle G={\frac {N!}{N_{1}!N_{2}!\dots }},\qquad (0)}
як і в термодинаміці, має зміст відносної імовірність знаходження системи в певному микростанів. І, дивлячись на співвідношення Больцмана {\displaystyle S=k\ln G}, легко зрозуміти, що станам з максимальною ентропією відповідає максимальна статистична вага. Потрібно врахувати, що в системі постійні число частинок
{\displaystyle \sum \limits _{i}{N_{i}}=N=\mathrm {const} \qquad (1)}
і повна енергія
{\displaystyle \sum \limits _{i}{N_{i}\varepsilon _{i}}=E=\mathrm {const} .\qquad (2)}
Факторіал великих чисел (а числа {\displaystyle N} і {\displaystyle N_{i}} великі; тими з них, які малі, можна знехтувати) знаходиться за формулою Стірлінга: {\displaystyle N!={\sqrt {2\pi N}}\left({\frac {N}{e}}\right)^{N}\exp \left({\frac {\vartheta }{12N}}\right)}, де {\displaystyle 0<\vartheta <1}. Цю точну формулу можна замінити наближеною
{\displaystyle N!={\sqrt {2\pi N}}\left({\frac {N}{e}}\right)^{N},\qquad (3)}
так як відносна помилка в обчисленнях за цією формулою не перевершує {\displaystyle e^{\frac {1}{12N}}-1\approx {\frac {1}{12N}}}, вже при {\displaystyle n=10} вона менше одного відсотока. Із співвідношень (0), (1) і (3) випливає наступне:
{\displaystyle G={\frac {N!}{\prod \limits _{i}{\sqrt {2\pi N_{i}}}N_{i}^{N_{i}}e^{-N_{i}}}}={\frac {N!\cdot \prod \limits _{i}e^{-N_{i}}}{\left(\prod \limits _{i}{\sqrt {2\pi }}\right)\left(\prod \limits _{i}{\sqrt {N_{i}}}N_{i}^{N_{i}}\right)}}={\frac {\dfrac {N!\cdot e^{-\sum \limits _{i}N_{i}}}{\left(2\pi \right)^{0{,}5N}}}{\prod \limits _{i}{\sqrt {N_{i}}}N_{i}^{N_{i}}}}={\frac {\dfrac {N!\cdot e^{-\sum \limits _{i}N_{i}}}{\left(2\pi \right)^{0{,}5N}}}{\prod \limits _{i}N_{i}^{N_{i}+0{,}5}}}.}
Чисельник тут є функція від {\displaystyle N}, і можна ввести позначення
{\displaystyle C(N)={\frac {N!\cdot e^{-\sum \limits _{i}N_{i}}}{(2\pi )^{0{,}5N}}},}
що дає
{\displaystyle G={\frac {C(N)}{\prod \limits _{i}N_{i}^{N_{i}+0{,}5}}}.\qquad (4)}
Тоді з формули Больцмана {\displaystyle S=k\ln G} слідує
{\displaystyle S=-k\sum \limits _{i}((N_{i}+0{,}5)\ln N_{i})+\mathrm {const} .}
Тут можна знехтувати 0,5 порівняно з {\displaystyle N_{i}}. Тоді
{\displaystyle S=-k\sum \limits _{i}(N_{i}\ln N_{i})+\mathrm {const} .\qquad (5)}
Максимум ентропії (5) із урахуванням співвідношень (1) і (2), використовуючи метод невизначених множників, буде при умовах
{\displaystyle \sum \ln N_{i}\,dN_{i}=0,\;\sum dN_{i}=0,\;\sum \varepsilon _{i}\,dN_{i}=0.}
Звідси {\displaystyle \sum (\ln N_{i}+\beta +\alpha \varepsilon _{i})\,dN_{i}=0}, де {\displaystyle \alpha } и {\displaystyle \beta } — множники Лагранжа, не залежні від змінних {\displaystyle N_{i}}. У системі є {\displaystyle m} змінні і три рівняння - отже, будь-які дві залежать від інших; відповідно можна вважати залежними {\displaystyle N_{1}} та {\displaystyle N_{2}} і вибрати множники Лагранжа так, щоб коефіцієнти при {\displaystyle dN_{1}} и {\displaystyle dN_{2}} звернулися в 0. Тоді при інших {\displaystyle dN_{i}} змінні {\displaystyle N_{3}}, {\displaystyle N_{4}}, … можна прийняти за незалежні, і при них коефіцієнти також будуть рівні 0. Так отримано
{\displaystyle \ln N_{i}+\beta +\alpha \varepsilon _{i}=0,}
звідси
{\displaystyle {\bar {N}}_{i}=N_{0}e^{-\alpha \varepsilon _{i}},}
де {\displaystyle N_{0}=e^{-\beta }} — нова константа.
Для визначення сталої {\displaystyle \alpha } можна скласти систему в теплопровідні стінки і квазістатично змінювати її температуру. Зміна енергії газ а одно {\displaystyle dE=\sum \varepsilon _{i}\,d{\bar {N}}_{i}}, а зміна ентропії (зі співвідношення (5)) дорівнює {\displaystyle dS=-k\sum \ln {\bar {N}}_{i}\,d{\bar {N}}_{i}=k\alpha \sum \varepsilon _{i}\,d{\bar {N}}_{i}}. Так як {\displaystyle dE=T\,dS}, то звідси {\displaystyle \alpha ={\frac {1}{kT}}}, і тому
{\displaystyle {\bar {N}}_{i}=N_{0}e^{-{\frac {\varepsilon _{i}}{kT}}}.\qquad (6)}

## Термостат
Отримано найбільш ймовірне розподіл системи. Для довільної макроскопічної системи (системи в термостаті), оточеній протяжної середовищем (термостатом), температура якої підтримується постійною, виконується співвідношення (6) - розподіл Гіббса: їм визначається відносна ймовірність того, що система при термодинамічній рівновазі знаходиться в {\displaystyle i}-вому квантовому стані.